# Katastrofa lotu Air India 182
Katastrofa lotu Air India 182 wydarzyła się 23 czerwca 1985 roku, około godz. 8:14 nad Oceanem Atlantyckim u wybrzeży Irlandii. W wyniku eksplozji na pokładzie Boeinga 747-237B linii Air India (lot nr 182), zginęło 329 osób (307 pasażerów oraz 22 członków załogi) – wszyscy na pokładzie.

## Przebieg lotu
Samolot wystartował z lotniska Mirabel International Airport w Montrealu w Kanadzie. Maszyna leciała do portu lotniczego Indira Gandhi w Nowym Delhi w Indiach, z międzylądowaniem na lotnisku Heathrow w Londynie. 23 czerwca o godz. 8:14 maszyna zniknęła z radarów kontroli lotów w Shannon. Kilkanaście minut później rozpoczęły się poszukiwania maszyny na oceanie. Po dwóch godzinach jeden ze statków poszukiwawczych odnalazł duże fragmenty samolotu.

## Śledztwo
Wszystkie znalezione elementy oraz ciała ofiar zostały przetransportowane do portu w Cork. W czasie sekcji zwłok ofiar stwierdzono, że większość ofiar zginęła jeszcze w powietrzu. Dowody i wstępne analizy wskazywały, że maszyna rozpadła się w powietrzu. Wstępne hipotezy mówiły o oderwaniu się drzwi lub eksplozji silnika. Po wydobyciu z oceanu czarnych skrzynek i zbadaniu ich stwierdzono jednak, że do ostatnich sekund lotu wszystko działało prawidłowo.
Dość szybko wysunięto wniosek, że na pokładzie lotu nr 182 mogły eksplodować ładunki wybuchowe. Wskazywały na to ślady znalezione na kilku wyłowionych fragmentach maszyny. Udało się stwierdzić, że eksplozja nastąpiła w przedniej części Boeinga, przez co natychmiast przestała działać elektronika maszyny. Wyłączyło się też zasilanie czarnych skrzynek, dlatego zapisy rejestratorów nie ujawniły żadnych dysfunkcji w parametrach lotu.
Gdy badania ekip w Irlandii potwierdziły zamach, w Kanadzie skupiono się na poszukiwaniu jego sprawców. W czasie sprawdzania listy pasażerów stwierdzono, że na pokład nie wsiadł jeden z pasażerów (podpisany jako M. Singh). Świadkowie opisywali incydent, który miał miejsce na lotnisku przed startem maszyny. Jeden z pasażerów za wszelką cenę chciał, by odprawiono jego bagaż, mimo że znajdował się tylko na liście rezerwowej pasażerów. Będąca pod presją pracowniczka wykonała polecenie. Nikt jednak później nie zauważył, żeby ów pasażer wsiadł na pokład samolotu.
Po śladach udało się stwierdzić, że bomba była ukryta w radiu, we wnętrzu feralnego bagażu. Wkrótce udało się namierzyć sklep, w którym zakupiono sprzęt. Okazało się, że w pobliżu znajduje się skupisko indyjskiej mniejszości narodowej. Niedługo potem wyszło na jaw, że za przygotowaniami do zamachu stali:
- Talwinder Singh Parmar (to on prawdopodobnie podawał się za M. Singha na lotnisku w Montrealu),
- Inderjit Singh Reyat,
- Ripudaman Singh Malik,
- Ajaib Singh Bagri,
- Surjan Singh Gill,
- Hardial Singh Johal,
- Daljit Sandhu,
- Lakhbir Singh Brar Rode.

Wszyscy byli członkami separatystycznej sikhijskiej organizacji Babbar Khalsa, mającej na celu ogłoszenie regionu Sikh niepodległym. Zamachowcy zostali osądzeni i skazani na kary dożywocia; odbywają swe kary w Indiach.
W następstwie zdarzenia wprowadzono przepisy, iż każdy bagaż musi być przypisany do podróżującej osoby.

## Upamiętnienie

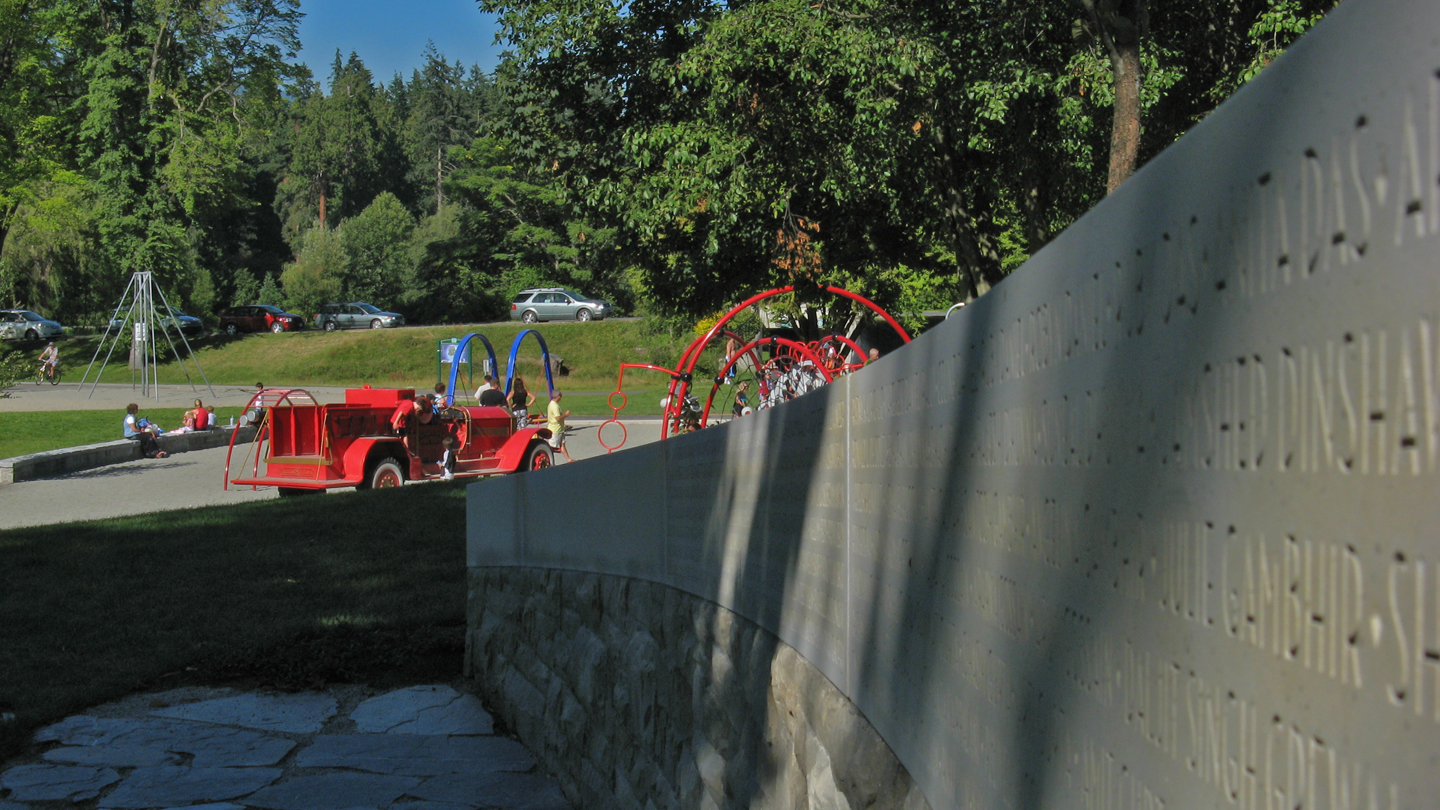
Pomnik w Stanley Park w Vancouver, odsłonięty w lipcu 2007 roku na cześć ofiar zdarzenia

W lipcu 2007 roku w Vancouver odsłonięto pomnik upamiętniający ofiary zamachu.

## Obywatelstwo ofiar
| Państwo         | Pasażerowie | Załoga | Razem |
| --------------- | ----------- | ------ | ----- |
| Kanada          | 268         | –      | 268   |
| Wielka Brytania | 27          | –      | 27    |
| Indie           | –           | 22     | 22    |
| Brak danych     | 12          | –      | 12    |
| Razem           | 307         | 22     | 329   |

## Katastrofa w kulturze popularnej
Filmografia
Kulisy katastrofy samolotu Air India, który rozbił się u wybrzeży Irlandii pokazuje odcinek serii poświęconej katastrofom lotniczym. 
Katastrofy w przestworzach: Wybuchowe dowody (7) (Air Crash Investigation: Explosive Evidence) serial dokumentalny Kanada 2008.